# زیریمزی
زیریمزی (انگلیسی: Zirimzi) یک شهرک در شهرستان تاتیشلینسکی استان باشقیرستان کشور روسیه است.